# Eevi Huttunen
Eevi Maria Huttunen-Pirinen (née le 23 août 1922 à Karttula et morte le 3 décembre 2015 à Kuopio) est une patineuse de vitesse finlandaise.

## Palmarès

### Jeux olympiques d'hiver
- Jeux olympiques d'hiver de 1960 à Squaw Valley,  États-Unis
  - 14e du 500 mètres
  - 9e du 1 000 mètres
  - 14e du 1 500 mètres
  -  Médaille de bronze du 3 000 mètres